# Meridarchis eremitis
Meridarchis eremitis is een vlinder uit de familie van de Carposinidae. De wetenschappelijke naam van de soort is voor het eerst geldig gepubliceerd in 1905 door Meyrick.